# Eccellenza Friuli-Venezia Giulia 2024-2025
Il campionato italiano di calcio di Eccellenza regionale 2024-2025 è il 34º organizzato in Italia. Rappresenta il quinto livello (1º livello regionale) del calcio italiano.
Questo è il girone organizzato dal Comitato Regionale Friuli-Venezia Giulia.

## Stagione

### Avvenimenti
Col CU 001 del 01/07/2024 il Comitato Regionale F.V.G. ha comunicato le 18 squadre aventi diritto di partecipare al campionato di Eccellenza del Friuli Venezia Giulia 2024-25:
- 14 hanno mantenuto la categoria: Azzurra Premariacco, Maniago Vajont, Chiarbola Ponziana, Fiume Veneto Bannia, Juventina, Codroipo, Pro Fagagna, Pro Gorizia, Rive d'Arcano Flaibano, San Luigi, Sanvitese, Tamai, Tolmezzo e Zaule Rabuiese
- 1 è stata retrocessa dalla Serie D : Cjarlins Muzane
- 3 sono state promosse dalla Promozione : Fontanafredda, U.F.Monfalcone (vincitrici dei gironi) e Kras (vincitrice dei play-off)

Col CU 007 del 07/08/2024 il Comitato regionale ha preso atto della regolarità delle iscrizioni e comunicato che:
- A seguito del ripescaggio del Cjarlins Muzane in Serie D, viene ripescato in Eccellenza il Casarsa, club sconfitto dal Kras nella finale dei play-off di Promozione
- Zaule Rabuiese e ASD Muggia 2020 (vincitrice del girone C di Prima Categoria) si sono fuse a formare il Muggia 1967

### Formula
Obbligo di impiego di calciatori "giovani".

In considerazione  che il Consiglio Direttivo della L.N.D., con pubblicazione sul CU N. 2 del 02/07/2024 ha stabilito che nelle singole gare dell’attività ufficiale 2023/2024, le Società partecipanti ai Campionati di ECCELLENZA e PROMOZIONE avranno l’obbligo di impiegare – sin dall’inizio e per l’intera durata delle stesse e, quindi, anche nel caso di sostituzioni successive di uno o più dei partecipanti – almeno DUE calciatori così distinti in relazione alle seguenti fasce di età:
- 1 nato dall’1.1.2004 in poi
- 1 nato dall’1.1.2005 in poi

Questa è la seconda edizione dell'Eccellenza FVG nel nuovo format a 18 squadre: dopo gli stop causati dalla pandemia di COVID-19 che avevano portato l'organico a 24 partecipanti, era previsto un ritorno al classico girone da 16 in tre stagioni. Successivamente il Comitato regionale ha programmato una riforma dei campionati che prevede un girone unico di Eccellenza ed uno di Promozione a 18 squadre ciascuno (anziché uno di Eccellenza e due di Promozione, tutti a 16).
Col CU N. 21 DEL 05/09/2024 è stato presentato il meccanismo promozioni-retrocessioni e la formula dei play-out (i play-off per il secondo posto non sono previsti).
Ai play-out accedono 4 squadre secondo questi abbinamenti: 14^−17^ e 15^−16^. In gara unica in casa della squadra meglio classificata in campionato, in caso di parità al termine dei tempi regolamentari verranno disputati due tempi supplementari da 15’ ciascuno e, persistendo la parità retrocederà nel Campionato di Promozione la squadra dell’abbinamento peggiore classificata al termine del Campionato. Qualora, al termine del Campionato il distacco tra le squadre di ciascuno dei due abbinamenti sia pari o superiore a 7 punti, il rispettivo incontro di play-out non verrà disputato e la società peggiore classificata al termine del Campionato retrocederà direttamente al Campionato di Categoria inferiore.
| MECCANISMO PROMOZIONI-RETROCESSIONI FRIULI-VENEZIA GIULIA 2024-25 |                                                                                       |                                                                                      |                                                               |                                                                    |
| Società regionali retrocesse dalla Serie D:                       | Nessuna                                                                               | Una                                                                                  | Due                                                           | Tre                                                                |
| Promossa in Serie D                                               | La prima classificata                                                                 | La prima classificata                                                                | La prima classificata                                         | La prima classificata                                              |
| Retrocederanno dall'Eccellenza                                    | L’ultima classificata Altre due squadre a seguito di Play Out                         | L’ultima classificata Altre due squadre a seguito di Play Out                        | L’ultima classificata Altre due squadre a seguito di Play Out | Le ultime due classificate Altre due squadre a seguito di Play Out |
| Promosse dalla Promozione                                         | La prima classificata in ciascuno dei due gironi Altre due squadre a seguito Play Off | La prima classificata in ciascuno dei due gironi Un’altra squadra a seguito Play Off | La prima classificata in ciascuno dei due gironi              | La prima classificata in ciascuno dei due gironi                   |

## Squadre partecipanti
| Club                                 | Città (provincia)            | Stadio                               | Stagione precedente                                                                                 |
| ------------------------------------ | ---------------------------- | ------------------------------------ | --------------------------------------------------------------------------------------------------- |
| A.S.D. Azzurra Premariacco           | Premariacco (UD)             | Stadio Polisportivo Comunale         | 8ª in Eccellenza                                                                                    |
| A.S.D. Calcio Maniago Vajont         | Maniago (PN)                 | Stadio Comunale "Toni Bertoli"       | 13ª in Eccellenza                                                                                   |
| S.A.S. Casarsa                       | Casarsa della Delizia (PN)   | Comunale Centrale                    | 2ª in Promozione/A. 2ª nella graduatoria play-off                                                   |
| A.S.D. Chiarbola Ponziana Calcio     | Trieste (Chiarbola)          | Stadio Comunale "Rocco" (Opicina)    | 10ª in Eccellenza                                                                                   |
| A.S.D. Comunale Fontanafredda        | Fontanafredda (PN)           | Comunale Tognon                      | 1ª in Promozione/A                                                                                  |
| A.S.D. Comunale Fiume Veneto Bannia  | Fiume Veneto (PN)            | Campo Principale                     | 14ª in Eccellenza                                                                                   |
| A.S.D. Juventina S.Andrea            | Gorizia (Sant'Andrea)        | Stadio Comunale                      | 9ª in Eccellenza                                                                                    |
| A.S.D. Muggia 1967                   | Muggia (TS)                  | Stadio Comunale "Paolo Zaccaria"     | ASD Zaule Rabuiese 15ª in Eccellenza. Salva dopo i play-out ASD Muggia 2020 1ª in Prima Categoria/C |
| A.S.D. N.K. Kras Repen               | Monrupino (TS)               | Comunale "Darko Škabar"              | 2ª in Promozione/B. 1ª nella graduatoria play-off                                                   |
| A.S.D. Pol. Codroipo                 | Codroipo (UD)                | Campo di via Cinconvallazione Sud    | 4ª in Eccellenza                                                                                    |
| A.S.D. U.S. Pro Fagagna              | Fagagna (UD)                 | Campo di via Tonutti                 | 11ª in Eccellenza                                                                                   |
| A.S.D. Pro Gorizia                   | Gorizia                      | Stadio Enzo Bearzot                  | 3ª in Eccellenza                                                                                    |
| A.S.D. Rive D'Arcano Flaibano        | Flaibano (UD)                | Stadio Comunale di via Cavour        | 7ª in Eccellenza                                                                                    |
| A.S.D. San Luigi Calcio              | Trieste (Chiadino)           | Campo comunale di via Felluga        | 12ª in Eccellenza                                                                                   |
| A.S.D. Sanvitese                     | San Vito al Tagliamento (PN) | Campo polisportivo comunale          | 6ª in Eccellenza                                                                                    |
| S.P. Tamai                           | Tamai di Brugnera (PN)       | Stadio comunale "Cav. Luigi Verardo" | 2ª in Eccellenza                                                                                    |
| A.S.D. Tolmezzo Carnia               | Tolmezzo (UD)                | Stadio Comunale Fratelli Ermano      | 5ª in Eccellenza                                                                                    |
| A.S.D. Unione Fincantieri Monfalcone | Monfalcone (GO)              | Comunale di via Boito                | 1ª in Promozione/B                                                                                  |

## Classifica
|  | Pos. | Squadra                | Pt | G  | V  | N  | P  | GF | GS | DR  |
|  | ---- | ---------------------- | -- | -- | -- | -- | -- | -- | -- | --- |
|  | 1.   | San Luigi              | 63 | 34 | 18 | 9  | 7  | 61 | 37 | +24 |
|  | 2.   | Tamai                  | 62 | 34 | 19 | 5  | 10 | 58 | 31 | +27 |
|  | 3.   | Muggia                 | 56 | 34 | 16 | 8  | 10 | 48 | 39 | +9  |
|  | 4.   | Codroipo               | 56 | 34 | 14 | 14 | 6  | 37 | 23 | +14 |
|  | 5.   | Kras                   | 52 | 34 | 13 | 13 | 8  | 35 | 34 | +1  |
|  | 6.   | Fontanafredda          | 51 | 34 | 14 | 9  | 11 | 44 | 38 | +6  |
|  | 7.   | Pro Fagagna            | 50 | 34 | 14 | 8  | 12 | 46 | 44 | +2  |
|  | 8.   | Sanvitese              | 50 | 34 | 13 | 11 | 10 | 37 | 30 | +7  |
|  | 9.   | UF Monfalcone          | 50 | 34 | 12 | 14 | 8  | 48 | 41 | +7  |
|  | 10.  | Fiume Veneto Bannia    | 46 | 34 | 12 | 10 | 12 | 41 | 43 | −2  |
|  | 11.  | Chiarbola Ponziana     | 45 | 34 | 11 | 12 | 11 | 40 | 40 | 0   |
|  | 12.  | Juventina S. Andrea    | 45 | 34 | 11 | 12 | 11 | 40 | 35 | +5  |
|  | 13.  | Pro Gorizia            | 44 | 34 | 11 | 11 | 12 | 35 | 40 | −5  |
|  | 14.  | Tolmezzo               | 43 | 34 | 11 | 10 | 13 | 31 | 40 | −9  |
|  | 15.  | Rive d'Arcano Flaibano | 42 | 34 | 11 | 9  | 14 | 32 | 39 | −7  |
|  | 16.  | Azzurra Premariacco    | 33 | 34 | 7  | 12 | 15 | 29 | 36 | −7  |
|  | 17.  | Casarsa                | 26 | 34 | 5  | 11 | 18 | 25 | 48 | −23 |
|  | 18.  | Maniago Vajont         | 12 | 34 | 2  | 6  | 26 | 28 | 77 | −49 |

Legenda:
       Promosso in Serie D 2025-2026.
  Partecipa ai play-off nazionali.
  Partecipa ai play-out.
       Retrocesso in Promozione 2025-2026.
Regolamento:
Tre punti a vittoria, uno a pareggio, zero a sconfitta.
La classifica tiene conto di:
- Punti.
- Scontri diretti.
- Differenza reti negli scontri diretti.
- Differenza reti generale.
- Reti realizzate.
- Sorteggio.

## Spareggi

### Play-out
Non vengono disputati dato che gli abbinamenti 14ª−17ª e 15ª−16ª, ovvero Tolmezzo−Casarsa e Rive d'Arcano Flaibano−Azzurra Premariacco, hanno un distacco uguale o superiore a 7 punti in classifica.

## Risultati
Il 21 agosto 2024 è stato presentato il calendario in diretta streaming.
|                        | AZZ  | CAS  | CHI  | COD  | FVB  | FON  | JUV  | KRA  | MAN  | MON  | MUG  | FAG  | GOR  | RAF  | LUI  | VIT  | TAM  | TOL  |
| ---------------------- | ---- | ---- | ---- | ---- | ---- | ---- | ---- | ---- | ---- | ---- | ---- | ---- | ---- | ---- | ---- | ---- | ---- | ---- |
| Azzurra Premariacco    | –––– | 0-0  | 2-0  | 0-1  | 1-0  | 2-3  | 1-3  | 0-2  | 1-1  | 0-0  | 1-2  | 4-2  | 0-0  | 3-1  | 0-0  | 0-1  | 0-2  | 1-2  |
| Casarsa                | 1-1  | –––– | 1-1  | 0-1  | 1-2  | 1-1  | 0-0  | 2-1  | 2-0  | 0-0  | 1-0  | 2-3  | 1-4  | 0-1  | 1-1  | 0-2  | 0-2  | 0-1  |
| Chiarbola Ponziana     | 1-1  | 1-0  | –––– | 1-0  | 1-2  | 0-2  | 1-1  | 0-1  | 3-1  | 1-1  | 1-0  | 1-2  | 3-1  | 2-2  | 1-2  | 0-0  | 0-1  | 2-2  |
| Codroipo               | 1-1  | 2-0  | 0-1  | –––– | 1-1  | 1-0  | 1-1  | 2-0  | 5-1  | 1-1  | 1-1  | 2-0  | 0-0  | 0-0  | 1-0  | 0-2  | 0-0  | 0-0  |
| Fiume Veneto Bannia    | 0-1  | 0-0  | 0-0  | 1-1  | –––– | 0-2  | 0-1  | 0-0  | 2-0  | 1-2  | 0-2  | 4-1  | 0-1  | 1-1  | 3-3  | 1-0  | 2-1  | 0-2  |
| Fontanafredda          | 2-1  | 2-0  | 2-1  | 0-2  | 3-1  | –––– | 1-0  | 0-1  | 2-0  | 1-2  | 2-0  | 0-0  | 0-1  | 0-0  | 3-4  | 2-2  | 3-2  | 0-1  |
| Juventina              | 1-0  | 1-0  | 1-2  | 0-1  | 0-2  | 2-3  | –––– | 0-1  | 3-1  | 3-3  | 1-1  | 2-1  | 0-0  | 1-0  | 1-1  | 3-3  | 0-1  | 0-1  |
| Kras                   | 1-0  | 2-1  | 0-0  | 2-2  | 2-1  | 0-0  | 2-2  | –––– | 1-0  | 2-0  | 1-0  | 1-1  | 0-1  | 1-1  | 0-3  | 1-0  | 2-3  | 1-0  |
| Maniago Vajont         | 0-3  | 2-1  | 4-0  | 0-2  | 1-2  | 1-2  | 0-4  | 3-4  | –––– | 1-1  | 1-2  | 1-2  | 1-1  | 1-2  | 0-4  | 0-2  | 1-1  | 1-4  |
| Monfalcone             | 2-2  | 5-1  | 1-0  | 1-2  | 4-3  | 2-1  | 1-1  | 3-3  | 0-0  | –––– | 1-1  | 0-1  | 3-0  | 1-0  | 3-2  | 0-1  | 0-0  | 3-1  |
| Muggia                 | 2-1  | 2-1  | 2-3  | 2-0  | 7-1  | 1-1  | 1-0  | 1-0  | 1-0  | 0-0  | –––– | 3-1  | 3-1  | 2-4  | 1-1  | 2-1  | 2-5  | 1-1  |
| Pro Fagagna            | 2-0  | 0-1  | 2-2  | 0-1  | 0-2  | 1-1  | 2-2  | 0-0  | 1-0  | 5-1  | 0-1  | –––– | 0-0  | 2-0  | 0-3  | 1-1  | 1-0  | 6-1  |
| Pro Gorizia            | 1-1  | 1-1  | 1-1  | 0-0  | 2-3  | 3-1  | 0-2  | 2-0  | 5-1  | 1-2  | 1-0  | 0-2  | –––– | 1-0  | 1-1  | 0-2  | 0-3  | 1-1  |
| Rive d'Arcano Flaibano | 1-0  | 2-2  | 0-2  | 2-2  | 1-1  | 0-1  | 1-2  | 1-1  | 2-1  | 1-0  | 0-1  | 0-1  | 1-0  | –––– | 2-1  | 0-1  | 0-3  | 3-1  |
| San Luigi              | 0-0  | 3-1  | 4-2  | 0-3  | 1-3  | 1-1  | 1-0  | 1-1  | 6-0  | 3-2  | 0-1  | 2-1  | 0-3  | 2-0  | –––– | 3-0  | 3-1  | 1-0  |
| Sanvitese              | 0-0  | 0-2  | 0-3  | 2-1  | 0-0  | 1-1  | 2-0  | 0-0  | 1-1  | 1-1  | 4-1  | 1-2  | 2-0  | 0-1  | 0-1  | –––– | 0-1  | 1-1  |
| Tamai                  | 1-0  | 3-0  | 1-1  | 3-0  | 0-2  | 3-1  | 0-2  | 3-0  | 2-1  | 1-0  | 2-2  | 4-1  | 5-0  | 1-2  | 1-2  | 0-1  | –––– | 1-2  |
| Tolmezzo               | 0-1  | 1-1  | 0-2  | 0-0  | 0-0  | 1-0  | 0-0  | 1-1  | 3-2  | 0-2  | 1-0  | 1-2  | 0-2  | 1-0  | 0-1  | 1-3  | 0-1  | –––– |

## Coppa
Il Trofeo Diego Meroi, che vede impegnate le 18 protagoniste dell'Eccellenza, è iniziato sabato 24 agosto 2024 e si è concluso con la finale a San Vito al Tagliamento domenica 5 gennaio 2025 fra Codroipo (terzo in classifica con 29 punti, dopo il girone d'andata) ed il Tamai (nono con 25). A trionfare sono stati i primi per 4−1 dopo i tiri di rigore (i tempi supplementari si erano chiusi sull'1−1).